# Pontevedra (Comarca)
Die Comarca Pontevedra ist eine der zehn Comarcas in der Provinz Pontevedra.
Die im Zentrum der Provinz gelegene Comarca umfasst 7½ Gemeinden auf einer Fläche von 624,01 km².

## Gemeinden
| Gemeinde           | Einwohner (2024) | Fläche km² | Dichte Einw./km² | Cod INE | Postleitzahl |
| ------------------ | ---------------- | ---------- | ---------------- | ------- | ------------ |
| Barro              | 3.657            | 37,64      | 97               | 36002   | 36194        |
| Campo Lameiro      | 1.697            | 63,77      | 27               | 36007   | 36110        |
| Cerdedo-Cotobade   | 4.031            | 134,74     | 19               | 36902   | 36130, 36895 |
| A Lama             | 2.515            | 111,76     | 23               | 36025   | 36830        |
| Poio               | 17.425           | 33,93      | 514              | 36041   | 36994        |
| Pontevedra         | 83.077           | 118,28     | 702              | 36038   | 36000        |
| Ponte Caldelas     | 5.580            | 87,00      | 64               | 36043   | 36820        |
| Vilaboa            | 5.869            | 36,89      | 159              | 36058   | 36141        |
| Comarca Pontevedra | 123.851          | 624,01     | 198              | –       | –            |

1. ↑   Nur die Einwohnerzahl und Fläche der ehemaligen Gemeinde Cotobade, der Rest gehört zur Comarca Tabeirós – Terra de Montes.

1. ↑  Instituto Nacional de Estadística Municipal Register of Spain